# Madonna in trono con il Bambino e i santi Giacomo e Giovanni
La Madonna in trono con il Bambino e i santi Giacomo e Giovanni è un dipinto a olio su tela realizzato da Giovan Battista Moroni tra il 1561 e il 1562 e conservato in collezione privata a Milano.

## Storia
Il dipinto fu commissionato al Moroni per la chiesa di Santa Maria Assunta e San Giacomo di Albino. Risulta che il 9 marzo 1562 l'opera fosse stata stimata su commissione dell'amministrazione della frazione Vall'Alta di Albino dal pittore Lucano Gagio da Imola, da Rocco Albricci e dall'intagliatore di Venturino de Bozis. Il dipinto doveva sostituire la statua lignea raffigurante san Giacomo, realizzata dallo stesso de Bozis, artista che risulterà essere collaboratore con Moroni anche per la pala Ultima cena presente nella chiesa di San Giacomo di Romano di Lombardia.
L'insieme dell'opera fu valutata 60,5 scudi d'argento, solo 14,0 per la parte pittorica, il restante era il valore della parte lignea. La cifra tanto esigua per il pagamento della parte pittorica fa considerare che l'artista avesse avuto già in precedenza il pagamento di alcuni acconti, e che questo fosse solo il saldo del suo lavoro.

Il dipinto venne descritto da Donato Calvi il documento presente in preparazione del suo Effemeride sacra profana di quanto di memorabile sia successo in Bergamo del 1676: 
Nella chiesa oltre l'altare maggiore che sta situato nel mezzo, alquanto più emiente del corpo della chiesa, dietro quale vi è il choro tutto dipinto, un frontispicio del quale vi è un quadro dipinto dal celebre Moretto d'Albino, entro il quale sta dipinta la Beata Vergine, santo Giovanni evangelista e santo Giacomo minore
La tela risulta essere presenta come pala d'altare fino al 1793 quando venne venduta forse per necessità economiche della chiesa, rendendola introvabile alle ricerche, come indicò Elia Fornoni il quale dichiarò la sua frustrazione nella ricerca, tanto da considerare l'eventualità che il dipinto non fosse mai esistito ma che fosse stato confuso nella descrizione, con una tela di Gian Paolo Cavagna. Viene identificato dalla storica Mina Gregori nel 1979 in una collezione privata e proveniente dalla collezione di Aldo Noseda. Scriverà la storica:
Il S. Giovanni Evangelista ripete l'atteggiamento del Santo compagno di Ranica, rivolgendosi allo spettatore come se fosse distolto in quel momento dalla concentrazione sul sacro testo, pensiero che esprime mediante l'artificio formale manieristico un richiamo alla meditazione e l'intento di attirare l'attenzione del riguardo. È stabile egli anni'60

## Descrizione
Il dipinto raffigura la Vergine con il Bambino posta su di un alto piedistallo inserita in un altare delimitato da due colonne squadrate. La medesima composizione fu realizzata dall'albinese nel dipinto per la chiesa di San Vittore di Gaverina nel 1576.
Ai piedi del trono vi sono a sinistra san Giacomo il Maggiore, raffigurato con il bastone, che volge lo sguardo verso la Vergine ma che pare essere in cammino, i suoi piedi infatti sono in movimento, il cammino è una caratteristica del santo, e a destra san Giovanni con il libro delle scritture tenuto con la mano sinistra e che, pur essendo il suo corpo girato verso l'altare, volge lo sguardo verso l'osservatore. 